# Солтис Микола Тарасович
Мико́ла Тара́сович Со́лтис (22 лютого 1934, с. Привільне Дубенського району Рівненської області) —український  педагог, громадський і культурний діяч, письменник.

## Біографія
Микола Солтис народився 22 лютого 1934 року у с. Погорільці (нині Привільне) Дубенського району Рівненської області. У 1957 році закінчив філологічний факультет Львівського університету. Працював учителем української мови та літератури спочатку у с. Терешки і с. Западинці Красилівського району Хмельницької області, а потім у середній школі №1 м. Красилова, у 1975 році став директором середньої школи № 2 у тому ж місті.
За час роботи Миколи Солтиса на цій посаді школа перейшла з російської мови викладання на українську, а також було збудовано та введено в дію нове навчальне приміщення.
Протягом педагогічної діяльності виховав та благословив у доросле життя сотні молодих людей, які стали фахівцями у різних галузях і досі з вдячністю згадують свого педагога.
Після виходу на пенсію Микола Солтис стає регентом щойно зорганізованої у м. Красилові церкви Святої Трійці УПЦ Київського Патріархату, добирає учасників для церковного хору й наполегливо працює близько 14-ти років над удосконаленням церковного хорового співу.

## Творча і громадська діяльність
Ще з років навчання у Львівському університеті Микола Солтис був активним учасником художньої самодіяльності. Завдяки прекрасному голосу він став солістом знаного в університеті вокального квартету під керівництвом композитора і диригента С.Німанда, виступав на міжнародному фестивалі молоді і студентів у Москві, а згодом працював керівником студентського хору філологічного факультету.
Паралельно з педагогічною діяльністю у м. Красилів виступав у складі чоловічого вокального ансамблю, що виїздив з концертами до Хмельницького та Києва.
У різні роки був ініціатором створення і керівником учнівських хорів, шкільних вокальних ансамблів, а також диригентом хору вчителів Красилівського району.
У період Перебудови Микола Солтис виявляє свою активну громадянську позицію, беручи участь у формуванні та вихованні національної самосвідомості красилівчан. З 1989 р. він працює у місцевому осередку Товариства української мови ім. Т. Шевченка, у 1990 р. — заступник голови районної організації Народного Руху України, у 2004 р. — член виборчого штабу партії «Наша Україна», відповідальний за агітаційну роботу у Красилівському районі.

## Нагороди
Відзнака Міністерства освіти України «Відмінник освіти України» — 1996 р., медаль «Ветеран праці» — 1983 р., дипломи лауреата фестивалів самодіяльного мистецтва.
У вересні 2013 року Святійший Патріарх Київський і всієї Руси — України Філарет за особливі заслуги перед Українською Православною Церквою нагородив церковного регента Солтиса Миколу Тарасовича Орденом Святителя Миколая. [Архівовано 21 лютого 2014 у Wayback Machine.]

## Твори
Вихований з дитинства у любові до українського фольклору, зокрема до української народної пісні, Микола Солтис викладає на папері збережені у пам'яті тексти і мелодії унікальних старовинних пісень рідної Дубенщини. Згодом цей матеріал покладено в основу збірки «Погорілецькі самоцвіти», що вийшла у 2008 році самодруком з невеликим тиражем, проте стала ще одним свідченням багатства української пісенної спадщини, а також неоціненним джерелом для поповнення репертуару сучасних і майбутніх вокальних колективів.
У 2012 р. у видавництві «Логос» надруковано роман Миколи Солтиса «Ой горе тій чайці», у якому через історію однієї родини з любов'ю та болем описується життя українського села на Волині протягом майже столітнього періоду: останніх десятиліть ХІХ — першої половини ХХ століття. Післямову до роману написала колишня учениця Миколи Солтиса, а тепер — доктор філологічних наук, професор Київського Національного університету ім. Шевченка Бернадська Н. І.,  яка суттєво допомогла у редагуванні та друкуванні роману.
У 2016 році видавництво ФОП Цюпак (м. Хмельницький) видало другий роман Миколи Солтиса «Чому я не сокіл». Нова книга — розповідь про непросте життя українського патріота, історика, вчителя, щирого вболівальника за долю України, який смиренно прийняв свою чоловічу долю, пронизану болем і стражданням через нещастя втрати рідних йому людей.
На сторінках роману «Чому я не сокіл» читачі знайдуть для себе цікаві факти з історії нашого народу, приклади високо патріотизму, духовності, національної гідності, а ще застереження від життєвих помилок, які можуть стати фатальними.
Детальний аналіз роману викладено у науковій праці  Доктора філологічних наук, професора кафедри історії української літератури, теорії літератури і літературної творчості Н.І. Бернадської «Людина у вирі історії»
Професор, член НСПУ, заслужений діяч науки і техніки України, Іван Ющук у своїй рецензії пише: 
|  | Роман «Чому я не сокіл» Миколи Солтиса — серйозне художнє дослідження однієї з причин національної безпам'яті частини нашого українського суспільства. Пізнавальне та виховне значення цього твору важко переоцінити |

У 2019 році у видавництві ФОП Цюпак (м. Хмельницький) вийшов друком третій роман автора «У кожного своя правда» про героїчні долі людей, які у роки Української революції 1917-1920 років боролися за незалежну та єдину Україну, також події книги розгортаються і в місті Красилів, що вже стало рідним для Миколи Солтиса. 
У 2023 році у цьому ж видавництві надрукований роман «Не вмирає душа наша». Тут автор описує страшну трагедію вимушеного переселення лемків з їх споконвічних земель на територію радянської України у 1944-1947 роках. Книга відображає реальні події, а за основу взята доля однієї сімʼї, яка пройшла крізь важкі поневіряння, але не скорилася обставинам.
Роман Миколи Солтиса «Не вмирає душа наша» в листопаді 2023 року став переможцем  Всеукраїнської літературної премії імені Василя Скуратівського.